# Центральный округ (Курск)
Центра́льный о́круг — административная единица города Курска (до 1994 года назывался Ленинским районом).
В округе располагаются органы исполнительной и законодательной власти Курска и Курской области. Здесь сосредоточены архитектурные и исторические памятники, культурные и развлекательные центры, три театра (Курский государственный драматический театр имени А.С. Пушкина, Курский государственный театр юного зрителя «Ровесник» и Курский государственный театр кукол), Курский государственный областной краеведческий музей, Курская государственная картинная галерея им. А.А. Дейнеки и галерея современного искусства «АЯ», Курский государственный цирк.

## История
По постановлению Президиума ВЦИК 20 мая 1936 года в границах города Курска образованы три района: Ленинский, Дзержинский и Кировский.
С 1960 по 1962 год административного деления города Курска на районы не существовало. 30 июня 1962 года были установлены границы между районами города, существующие поныне.
Постановлением главы администрации города Курска от 4 февраля 1994 года «О реорганизации общей схемы управления городом Курском» Ленинский район преобразован в Центральный округ.

## Границы округа
Центральный округ занимает территорию площадью 85 км², включает 390 улиц, переулков, проспектов, 8 площадей, 16 скверов. Граница Центрального округа с Железнодорожным проходит по реке Тускарь до улицы Малиновой, с Сеймским округом — по улице Малиновой, логу Глинище до южной границы учебного хозяйства КГСХА, по этой границе — до дороги Курск — Моква, а затем по ней на запад до пересечения её с границей города. К Центральному округу полностью относится нечётная сторона улицы Малиновой, а также часть улицы Энгельса (дома № 2-5 и 1-113а).

## Население
| 2000    | 2002     | 2004     | 2009     | 2015     | 2016     | 2021     |
| ------- | -------- | -------- | -------- | -------- | -------- | -------- |
| 183 200 | ↗192 731 | ↘191 200 | ↗191 575 | ↗213 941 | ↗220 000 | ↗241 301 |

Население округа в мае 2013 года составило 207875 человек, среди них — более 38 тысяч детей и подростков.

## Социальная структура
В Центральном округе расположено двенадцать муниципальных учреждений здравоохранения, 30 муниципальных образовательных учреждений, 29 дошкольных образовательных учреждений, четыре детско-юношеские спортивные школы, четыре детско-юношеских центра, Дворец пионеров и школьников, Дом искусств «Ритм».

## Промышленность
На территории округа зарегистрировано свыше 6800 предприятий и организаций, на которых трудятся ,5 тысяч человек.

## Образование
В Центральном округе также расположено большинство курских ВУЗов, наиболее крупные из которых:
- Курский государственный университет;
- Курский государственный медицинский университет;
- Юго-Западный государственный университет;
- Курский государственный аграрный университета им. профессора И. И. Иванова.

## Достопримечательности
На территории округа расположен ряд старейших памятников истории и культуры федерального и регионального значения:
- Сергиево-Казанский кафедральный собор (вторая половина XVIII века);
- Знаменский собор (первая четверть XIX века);
- Храм Вознесения Господня (конец XIX века);
- Храм Троицы Живоначальной (первая половина XVIII века);
- Храм Успения Божией Матери и великомученика Никиты (первая половина XIX века);
- Храм Всех Святых (начало XIX века);
- Храм Успения Богородицы (конец XIX века);
- Храм святого апостола и евангелиста Иоанна Богослова (начало XIX века);
- Дом казначея (конец XVIII века);
- Дом купца Хлопонина (середина XVIII века)[12].